# Фатихова, Лилия Гарифулловна
Ли́лия Гарифу́лловна Фати́хова (род. 3 января 1954, Султанмуратово, Башкирская АССР) — артистка Башкирской государственной филармонии, народная артистка РБ (2012).

## Биография
Фатихова Лилия Гарифулловна родилась 3 января 1954 года в Султанмуратово Аургазинского района Башкирской АССР.
В 1975 году окончила театральное отделение Уфимского училища искусств.
По окончании института и по настоящее время работает в Башкирской государственной филармонии. Лилия Гарифулловна — артистка разговорного жанра, играет на мандолине и баяне.
В миниспектаклях играет юмористические роли: «Бабка-солдатка» и «Свекровь» Ю.Салаватова; роль жены «Пьяница» Ф.Иксанова.
Фатихова Л. Г. принимала участие в создании эстрадного коллектива «Ихлас» (1990).

## Репертуар
Произведения башкирских поэтов: Р.Гарипова, А.Атнабаева, В.Монасыпова, Т.Миннулина, Ф.Иксанова, Р.Тимершина, М.Салима, С.Итбаева, Ю.Салаватова и др.
Концертная программа «Лилиә Фәтихова никах яңырта» («Лилия Фатихова обновляет брак»),. семейные концерты семьи Фатиховых (2005, 2006, 2009 гг.).

## Награды и звания
- Народная артистка Республики Башкорторстан (1 марта 2012) - за большой вклад в развитие культуры и искусства
- Премия имени Галимзяна Ибрагимова[1]